# Винвајлер
Винвајлер (њем. Winnweiler) општина је у њемачкој савезној држави Рајна-Палатинат. Једно је од 81 општинског средишта округа Донерсберг. Према процјени из 2010. у општини је живјело 4.678 становника. Посједује регионалну шифру (AGS) 7333503.

## Географски и демографски подаци
Винвајлер се налази у савезној држави Рајна-Палатинат у округу Донерсберг. Општина се налази на надморској висини од 240 метара. Површина општине износи 21,8 km². У самом мјесту је, према процјени из 2010. године, живјело 4.678 становника. Просјечна густина становништва износи 214 становника/km².

## Међународна сарадња
| Мјесто | Држава    | Врста сарадње | Од    |
| ------ | --------- | ------------- | ----- |
|        | Француска | партнерство   | 1996. |
| Извор  |           |               |       |